# Barragem da Caniçada

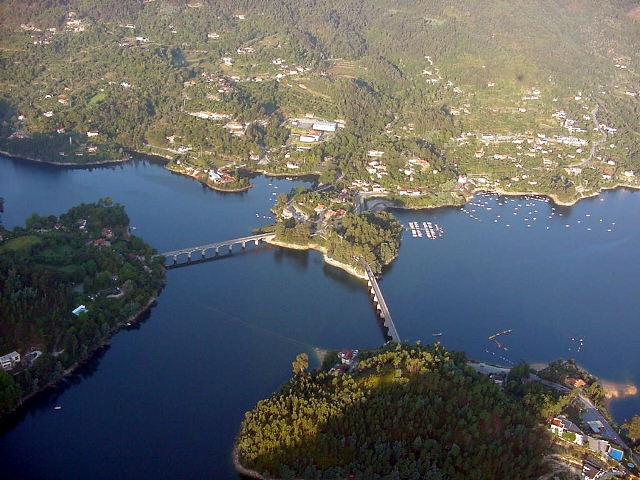
Albufeira da Barragem da Caniçada

A Barragem da Caniçada está localizada nos municípios de Terras de Bouro e de Vieira do Minho, na bacia hidrográfica do rio Cávado, no norte de Portugal. A sua construção foi concluída em 1955.

## Barragem
É uma barragem em arco em betão com uma altura de 76 m acima da fundação e um comprimento de coroamento de 246 m. O volume de betão é de 90.000 m³. Possui uma capacidade de descarga máxima de 142 (descarga de fundo) + 1700 (descarregador de cheias) m³/s.

## Albufeira
A albufeira da barragem apresenta uma superfície inundável ao NPA (Nível Pleno de Armazenamento) de 6,89 (5,78) km² e tem uma capacidade total de 170,6 Mio. m³. A capacidade útil é de 159,3 (144 o 144,4) Mio. m³. As cotas de água na albufeira são: NPA de 162 metros.

## Central hidroeléctrica
A central hidroeléctrica é constituída por dois grupos Francis com uma potência total instalada de 60 (o 62) MW. A energia produzida em média por ano é de 346 (283, 337,4 o 345) MW.
A potência nominal da turbina é de 31 MW, a potência aparente nominal do alternador é de 34 MVA. A queda bruta mínima é de 77 m e a queda bruta máxima 121 m. O caudal máximo turbinável é de 34 m³/s.